# Хеивани
Хеивани или Амзара (абх. Амзара, (груз. ხეივანი) — село в Абхазии, в Гагрском районе частично признанной Республики Абхазия, согласно административному делению Грузии — в Гагрском муниципалитете Абхазской Автономной Республики. Высота над уровнем моря составляет 50 метров.

## Население
По данным 1959 года в селе Хеивани жило 3040 жителей, в основном грузины и русские В 1989 году в селе проживало 3096 человек, в основном армяне и русские.
По данным переписи 2011 года численность населения сельского поселения (сельской администрации) Амзара составила 1303 жителя, из них 1029 человек — армяне (79,0 %), 124 человека — русские (9,5 %), 118 человек — абхазы (9,1 %), 8 человек — греки (0,6 %), 6 человек — украинцы (0,5 %), 3 человека — грузины (0,2 %), 15 человек — другие (1,2 %).

## История
Село Амзара в конце XIX века было переименовано в Ермоловск, в 1948 году — в Хеивани, а в 1992 году властями Республики Абхазия восстановлено название Амзара, по законам Грузии продолжает носить название Хеивани.